# Zelenohirske (Zelenohirske), Bilohirsk
Zelenohirske (în ucraineană Зеленогірське) este localitatea de reședință a comunei Zelenohirske din raionul Bilohirsk, Republica Autonomă Crimeea, Ucraina.

## Demografie
Componența lingvistică a localității Zelenohirske
     Rusă (56,77%)
     Tătară crimeeană (30,57%)
     Ucraineană (11,86%)
     Alte limbi (0,35%)
Conform recensământului din 2001, majoritatea populației localității Zelenohirske era vorbitoare de rusă (56,77%), existând în minoritate și vorbitori de tătară crimeeană (30,57%) și ucraineană (11,86%).